# Louis Baraguey d’Hilliers

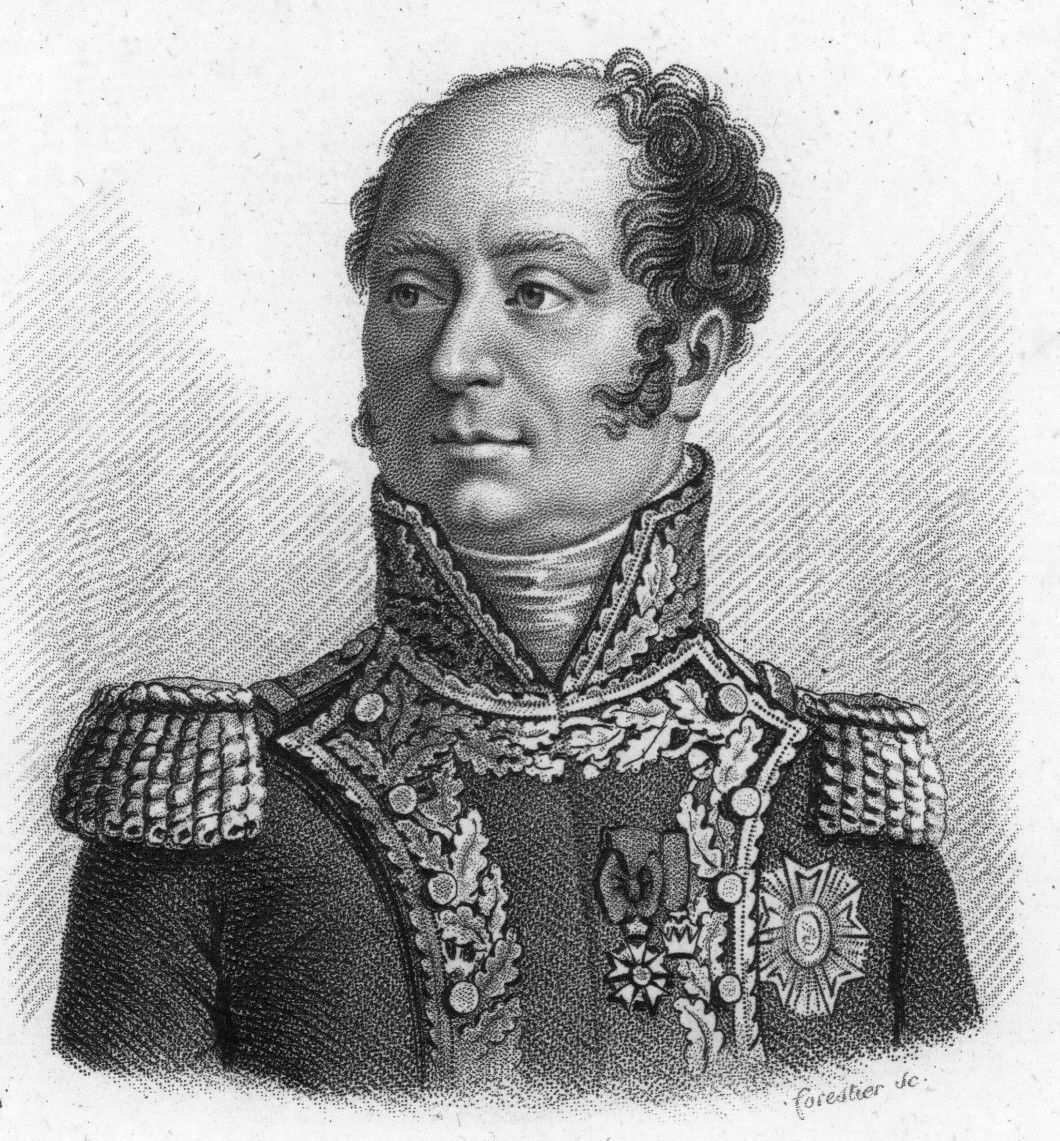
Louis Baraguey d’Hilliers

Louis Baraguey d’Hilliers (* 13. August 1764 in Paris, Königreich Frankreich; † 6. Januar 1813 in Berlin, Königreich Preußen) war ein französischer General der Infanterie. Seine Schlachtstrategien gelten bis heute als beispielhaft und sind fester Bestandteil des Lehrplans an Offiziersschulen.

## Leben
Baraguey war der Sohn des Gardeoffiziers Louis Philippe Baraguey und dessen Ehefrau Marie Anne Delehousse de Breteuil. Der Architekt Thomas Pierre Baraguey (1748–1820) war sein Cousin. Seine Familie zählte zu Frankreichs niederem Adel.
Im Rang eines Sous lieutenant trat Baraguey 1784 in die Armee ein. Nach einigen Versetzungen innerhalb Frankreichs kam er im Rang eines Général de brigade zur Revolutionsarmee. Während der Belagerung von Mainz (→Mainzer Republik) fungierte er als Aide-de-camp von General Adam-Philippe de Custine in dessen Stab. Da General Custine dabei offizielle Befehle missachtet hatte, wurde er am 14. August 1793 vor den Wohlfahrtsausschuss geladen und beschuldigt „das Interesse der Republik“ verraten zu haben. Am 27. August sprach man das Todesurteil und am Morgen des 28. August wurde Custine guillotiniert. Als Custines Stabsoffizier wurde Baraguey mitverurteilt und bis zu seiner Hinrichtung im „Gefängnis“ Palais du Luxembourg eingesperrt. Erst als Maximilien de Robespierre am 28. Juli 1794 vom Revolutionstribunal hingerichtet worden war, kam Baraguey wieder frei.
Nach seiner Freilassung, stand Baragueys Karriere in der Armee vorerst nichts mehr im Weg. In dieser Zeit heiratete er in Paris Marie-Éva Zittier (1774–1831) und hatte mit ihr eine Tochter Clémentine (1800–1892), spätere Ehefrau von General Charles-Marie Denys de Damrémont (1783–1837), und einen Sohn, den späteren Marschall von Frankreich Achille Baraguey d’Hilliers. Seine Adoptivtochter Elisabeth Daniels (1790–1868) heiratete später General Maximilien Foy.
1796 wurde unter seinem Kommando ein Aufstand in St.-Antoine, einer Vorstadt von Paris, niedergeschlagen. Da man in ihm aber weiterhin einen Unterstützer der Bourbonen sah, ließ er sich zum Westheer in den Stab von General Lazare Hoche versetzen. In dieser Zeit wurde Napoleon Bonaparte auf ihn aufmerksam, der ihn nach Italien entsandte und mittels zwei Halbbrigaden die Besetzung Bergamos befahl. Im März 1797 erhielt er den Rang eines Général de division und half mit Venedig zu besetzen. Bis zur Vertreibung durch die österreichische Armee wirkte er dort als Militärgouverneur.
Als Napoleon 1798 seine Invasion nach Ägypten plante, holte er auch Baraguey in seinen Stab. Nach der Besetzung Maltas schickte man ihn zusammen mit der Kriegsbeute zurück nach Frankreich. Von der Royal Navy abgefangen, kam Baraguey erst in englische Kriegsgefangenschaft, später dann wurde er auf Ehrenwort zurück nach Frankreich entlassen. Da man sich seiner Verganheit als Royalist (und damit seiner militärischen Unzuverlässigkeit) erinnerte, stellte man ihn vor ein Kriegsgericht und klagte ihn u. a. „des Paktierens mit dem Feind“ an. Nach Freispruch und Rehabilitierung wurde er zur Armée du Rhin kommandiert und kam in den Stab von General Michel Ney. Später kämpfte er zusammen mit Jacques MacDonald in Graubünden.
1801 wurde er Generalinspektor der Infanterie und 1804 zum Colonel général der Dragoner ernannt. Im Feldzug von 1805 führte er die Reservekavallerie und zeichnete sich in der Schlacht bei Austerlitz aus. 1808 wurde er zum zweiten Mal Gouverneur von Venedig. 1809 tat er sich unter dem Vizekönig Eugène de Beauharnais besonders in der Schlacht bei Raab (14. Juni 1809) hervor. Als am 14. Oktober 1809 der Friede von Schönbrunn ausgerufen worden war, übertrug Napoleon ihm den militärischen Oberbefehl von Tirol. Dort konnte er durch Mäßigung und Vorsicht viel für die politische Entspannung des Landes erreichen.
1807 begann Napoleon seine Invasion in Spanien. 1810 holte er dann auch Baraguey der dann dort erstmals bei der Ciudad Rodrigo mitkämpfte. Im Russlandfeldzug 1812 kämpfte Baraguey u. a. bei Smolensk und Borodino. In der Schlacht bei Krasnoi musste er sich Mitte November mit einem Teil seiner Division dem überlegenen russischen Heer ergeben und fiel bei Napoleon in Ungnade. In sehr untergeordneter Stellung nahm Baraguey noch an der Schlacht an der Beresina teil und kehrte nach Berlin zurück. Dort erkrankte er am entzündlichen Fieber (Typhus) und starb am 6. Januar 1813 daran. Einige zeitgenössische Quellen vermuten auch Suizid mittels Opium.

## Ehrungen
- 2. Februar 1805 Großkreuz der Ehrenlegion
- 16. September 1808 Ernennung zum Comte de l’Émpire
- Sein Name „Bey DHILLIERS“ findet sich am südlichen Pfeiler (24. Spalte) des Triumphbogens am Place Charles-de-Gaulle (Paris).